# Fantomen från Mars
Fantomen från Mars (originaltitel: The Thing From Another World) är en amerikansk skräck- och science fiction-film från 1951. Filmen regisserades av Christian Nyby och Howard Hawks (som dock inte blev listad som regissör).

## Handling
Amerikanska forskare på en forskningsstation på Arktis hittar ett kraschlandat rymdskepp mitt ute i isen. De upptäcker också att en pilot på farkosten finns nerfrusen. Men när de tar tillbaka honom till basen och han råkar tinas upp så bryter rena rama helvetet ut.

## Om filmen
Bygger löst på en historia av John W. Campbell Jr.s: Who Goes There?.
1982 gjorde John Carpenter en nyinspelning, den här gången klart närmare originalhistorien. Resultatet blev filmklassikern The Thing.

## Rollista (i urval)
- Margaret Sheridan - Nikki
- Kenneth Tobey - Kapten Patrick Hendry
- Robert Cornthwaite - Dr. Carrington
- Douglas Spencer - Scotty
- James R. Young - Lt. Eddie Dykes
- James Arness - "Fantomen"/"The Thing"